# Блокиране (шахмат)
Блокѝрането на поле е тактически метод в шахмата, с който фигурите на противника са принудени да блокират пътя за отстъпление на друга, обикновено по-ценна фигура, която става обект на атака. Блокирането е специален вид завличане: при завличане обект на нападение е завлечената фигура, а при блокиране – блокираната.

## Примери

### Атака срещу царя
|   | a | b | c | d | e | f | g | h |   |
| 8 | черна пешка на бяло поле b7 · черен цар на бяло поле h7 · черна пешка на черно поле f6 · черна пешка на бяло поле g6 · черна пешка на бяло поле h5 · бяла пешка на бяло поле a4 · черна дама на бяло поле e4 · бяла пешка на черно поле f4 · бял цар на черно поле h4 · бяла дама на черно поле c3 · бяла пешка на черно поле g3 · бяла пешка на бяло поле h3 | черна пешка на бяло поле b7 · черен цар на бяло поле h7 · черна пешка на черно поле f6 · черна пешка на бяло поле g6 · черна пешка на бяло поле h5 · бяла пешка на бяло поле a4 · черна дама на бяло поле e4 · бяла пешка на черно поле f4 · бял цар на черно поле h4 · бяла дама на черно поле c3 · бяла пешка на черно поле g3 · бяла пешка на бяло поле h3 | черна пешка на бяло поле b7 · черен цар на бяло поле h7 · черна пешка на черно поле f6 · черна пешка на бяло поле g6 · черна пешка на бяло поле h5 · бяла пешка на бяло поле a4 · черна дама на бяло поле e4 · бяла пешка на черно поле f4 · бял цар на черно поле h4 · бяла дама на черно поле c3 · бяла пешка на черно поле g3 · бяла пешка на бяло поле h3 | черна пешка на бяло поле b7 · черен цар на бяло поле h7 · черна пешка на черно поле f6 · черна пешка на бяло поле g6 · черна пешка на бяло поле h5 · бяла пешка на бяло поле a4 · черна дама на бяло поле e4 · бяла пешка на черно поле f4 · бял цар на черно поле h4 · бяла дама на черно поле c3 · бяла пешка на черно поле g3 · бяла пешка на бяло поле h3 | черна пешка на бяло поле b7 · черен цар на бяло поле h7 · черна пешка на черно поле f6 · черна пешка на бяло поле g6 · черна пешка на бяло поле h5 · бяла пешка на бяло поле a4 · черна дама на бяло поле e4 · бяла пешка на черно поле f4 · бял цар на черно поле h4 · бяла дама на черно поле c3 · бяла пешка на черно поле g3 · бяла пешка на бяло поле h3 | черна пешка на бяло поле b7 · черен цар на бяло поле h7 · черна пешка на черно поле f6 · черна пешка на бяло поле g6 · черна пешка на бяло поле h5 · бяла пешка на бяло поле a4 · черна дама на бяло поле e4 · бяла пешка на черно поле f4 · бял цар на черно поле h4 · бяла дама на черно поле c3 · бяла пешка на черно поле g3 · бяла пешка на бяло поле h3 | черна пешка на бяло поле b7 · черен цар на бяло поле h7 · черна пешка на черно поле f6 · черна пешка на бяло поле g6 · черна пешка на бяло поле h5 · бяла пешка на бяло поле a4 · черна дама на бяло поле e4 · бяла пешка на черно поле f4 · бял цар на черно поле h4 · бяла дама на черно поле c3 · бяла пешка на черно поле g3 · бяла пешка на бяло поле h3 | черна пешка на бяло поле b7 · черен цар на бяло поле h7 · черна пешка на черно поле f6 · черна пешка на бяло поле g6 · черна пешка на бяло поле h5 · бяла пешка на бяло поле a4 · черна дама на бяло поле e4 · бяла пешка на черно поле f4 · бял цар на черно поле h4 · бяла дама на черно поле c3 · бяла пешка на черно поле g3 · бяла пешка на бяло поле h3 | 8 |
| 7 | черна пешка на бяло поле b7 · черен цар на бяло поле h7 · черна пешка на черно поле f6 · черна пешка на бяло поле g6 · черна пешка на бяло поле h5 · бяла пешка на бяло поле a4 · черна дама на бяло поле e4 · бяла пешка на черно поле f4 · бял цар на черно поле h4 · бяла дама на черно поле c3 · бяла пешка на черно поле g3 · бяла пешка на бяло поле h3 | черна пешка на бяло поле b7 · черен цар на бяло поле h7 · черна пешка на черно поле f6 · черна пешка на бяло поле g6 · черна пешка на бяло поле h5 · бяла пешка на бяло поле a4 · черна дама на бяло поле e4 · бяла пешка на черно поле f4 · бял цар на черно поле h4 · бяла дама на черно поле c3 · бяла пешка на черно поле g3 · бяла пешка на бяло поле h3 | черна пешка на бяло поле b7 · черен цар на бяло поле h7 · черна пешка на черно поле f6 · черна пешка на бяло поле g6 · черна пешка на бяло поле h5 · бяла пешка на бяло поле a4 · черна дама на бяло поле e4 · бяла пешка на черно поле f4 · бял цар на черно поле h4 · бяла дама на черно поле c3 · бяла пешка на черно поле g3 · бяла пешка на бяло поле h3 | черна пешка на бяло поле b7 · черен цар на бяло поле h7 · черна пешка на черно поле f6 · черна пешка на бяло поле g6 · черна пешка на бяло поле h5 · бяла пешка на бяло поле a4 · черна дама на бяло поле e4 · бяла пешка на черно поле f4 · бял цар на черно поле h4 · бяла дама на черно поле c3 · бяла пешка на черно поле g3 · бяла пешка на бяло поле h3 | черна пешка на бяло поле b7 · черен цар на бяло поле h7 · черна пешка на черно поле f6 · черна пешка на бяло поле g6 · черна пешка на бяло поле h5 · бяла пешка на бяло поле a4 · черна дама на бяло поле e4 · бяла пешка на черно поле f4 · бял цар на черно поле h4 · бяла дама на черно поле c3 · бяла пешка на черно поле g3 · бяла пешка на бяло поле h3 | черна пешка на бяло поле b7 · черен цар на бяло поле h7 · черна пешка на черно поле f6 · черна пешка на бяло поле g6 · черна пешка на бяло поле h5 · бяла пешка на бяло поле a4 · черна дама на бяло поле e4 · бяла пешка на черно поле f4 · бял цар на черно поле h4 · бяла дама на черно поле c3 · бяла пешка на черно поле g3 · бяла пешка на бяло поле h3 | черна пешка на бяло поле b7 · черен цар на бяло поле h7 · черна пешка на черно поле f6 · черна пешка на бяло поле g6 · черна пешка на бяло поле h5 · бяла пешка на бяло поле a4 · черна дама на бяло поле e4 · бяла пешка на черно поле f4 · бял цар на черно поле h4 · бяла дама на черно поле c3 · бяла пешка на черно поле g3 · бяла пешка на бяло поле h3 | черна пешка на бяло поле b7 · черен цар на бяло поле h7 · черна пешка на черно поле f6 · черна пешка на бяло поле g6 · черна пешка на бяло поле h5 · бяла пешка на бяло поле a4 · черна дама на бяло поле e4 · бяла пешка на черно поле f4 · бял цар на черно поле h4 · бяла дама на черно поле c3 · бяла пешка на черно поле g3 · бяла пешка на бяло поле h3 | 7 |
| 6 | черна пешка на бяло поле b7 · черен цар на бяло поле h7 · черна пешка на черно поле f6 · черна пешка на бяло поле g6 · черна пешка на бяло поле h5 · бяла пешка на бяло поле a4 · черна дама на бяло поле e4 · бяла пешка на черно поле f4 · бял цар на черно поле h4 · бяла дама на черно поле c3 · бяла пешка на черно поле g3 · бяла пешка на бяло поле h3 | черна пешка на бяло поле b7 · черен цар на бяло поле h7 · черна пешка на черно поле f6 · черна пешка на бяло поле g6 · черна пешка на бяло поле h5 · бяла пешка на бяло поле a4 · черна дама на бяло поле e4 · бяла пешка на черно поле f4 · бял цар на черно поле h4 · бяла дама на черно поле c3 · бяла пешка на черно поле g3 · бяла пешка на бяло поле h3 | черна пешка на бяло поле b7 · черен цар на бяло поле h7 · черна пешка на черно поле f6 · черна пешка на бяло поле g6 · черна пешка на бяло поле h5 · бяла пешка на бяло поле a4 · черна дама на бяло поле e4 · бяла пешка на черно поле f4 · бял цар на черно поле h4 · бяла дама на черно поле c3 · бяла пешка на черно поле g3 · бяла пешка на бяло поле h3 | черна пешка на бяло поле b7 · черен цар на бяло поле h7 · черна пешка на черно поле f6 · черна пешка на бяло поле g6 · черна пешка на бяло поле h5 · бяла пешка на бяло поле a4 · черна дама на бяло поле e4 · бяла пешка на черно поле f4 · бял цар на черно поле h4 · бяла дама на черно поле c3 · бяла пешка на черно поле g3 · бяла пешка на бяло поле h3 | черна пешка на бяло поле b7 · черен цар на бяло поле h7 · черна пешка на черно поле f6 · черна пешка на бяло поле g6 · черна пешка на бяло поле h5 · бяла пешка на бяло поле a4 · черна дама на бяло поле e4 · бяла пешка на черно поле f4 · бял цар на черно поле h4 · бяла дама на черно поле c3 · бяла пешка на черно поле g3 · бяла пешка на бяло поле h3 | черна пешка на бяло поле b7 · черен цар на бяло поле h7 · черна пешка на черно поле f6 · черна пешка на бяло поле g6 · черна пешка на бяло поле h5 · бяла пешка на бяло поле a4 · черна дама на бяло поле e4 · бяла пешка на черно поле f4 · бял цар на черно поле h4 · бяла дама на черно поле c3 · бяла пешка на черно поле g3 · бяла пешка на бяло поле h3 | черна пешка на бяло поле b7 · черен цар на бяло поле h7 · черна пешка на черно поле f6 · черна пешка на бяло поле g6 · черна пешка на бяло поле h5 · бяла пешка на бяло поле a4 · черна дама на бяло поле e4 · бяла пешка на черно поле f4 · бял цар на черно поле h4 · бяла дама на черно поле c3 · бяла пешка на черно поле g3 · бяла пешка на бяло поле h3 | черна пешка на бяло поле b7 · черен цар на бяло поле h7 · черна пешка на черно поле f6 · черна пешка на бяло поле g6 · черна пешка на бяло поле h5 · бяла пешка на бяло поле a4 · черна дама на бяло поле e4 · бяла пешка на черно поле f4 · бял цар на черно поле h4 · бяла дама на черно поле c3 · бяла пешка на черно поле g3 · бяла пешка на бяло поле h3 | 6 |
| 5 | черна пешка на бяло поле b7 · черен цар на бяло поле h7 · черна пешка на черно поле f6 · черна пешка на бяло поле g6 · черна пешка на бяло поле h5 · бяла пешка на бяло поле a4 · черна дама на бяло поле e4 · бяла пешка на черно поле f4 · бял цар на черно поле h4 · бяла дама на черно поле c3 · бяла пешка на черно поле g3 · бяла пешка на бяло поле h3 | черна пешка на бяло поле b7 · черен цар на бяло поле h7 · черна пешка на черно поле f6 · черна пешка на бяло поле g6 · черна пешка на бяло поле h5 · бяла пешка на бяло поле a4 · черна дама на бяло поле e4 · бяла пешка на черно поле f4 · бял цар на черно поле h4 · бяла дама на черно поле c3 · бяла пешка на черно поле g3 · бяла пешка на бяло поле h3 | черна пешка на бяло поле b7 · черен цар на бяло поле h7 · черна пешка на черно поле f6 · черна пешка на бяло поле g6 · черна пешка на бяло поле h5 · бяла пешка на бяло поле a4 · черна дама на бяло поле e4 · бяла пешка на черно поле f4 · бял цар на черно поле h4 · бяла дама на черно поле c3 · бяла пешка на черно поле g3 · бяла пешка на бяло поле h3 | черна пешка на бяло поле b7 · черен цар на бяло поле h7 · черна пешка на черно поле f6 · черна пешка на бяло поле g6 · черна пешка на бяло поле h5 · бяла пешка на бяло поле a4 · черна дама на бяло поле e4 · бяла пешка на черно поле f4 · бял цар на черно поле h4 · бяла дама на черно поле c3 · бяла пешка на черно поле g3 · бяла пешка на бяло поле h3 | черна пешка на бяло поле b7 · черен цар на бяло поле h7 · черна пешка на черно поле f6 · черна пешка на бяло поле g6 · черна пешка на бяло поле h5 · бяла пешка на бяло поле a4 · черна дама на бяло поле e4 · бяла пешка на черно поле f4 · бял цар на черно поле h4 · бяла дама на черно поле c3 · бяла пешка на черно поле g3 · бяла пешка на бяло поле h3 | черна пешка на бяло поле b7 · черен цар на бяло поле h7 · черна пешка на черно поле f6 · черна пешка на бяло поле g6 · черна пешка на бяло поле h5 · бяла пешка на бяло поле a4 · черна дама на бяло поле e4 · бяла пешка на черно поле f4 · бял цар на черно поле h4 · бяла дама на черно поле c3 · бяла пешка на черно поле g3 · бяла пешка на бяло поле h3 | черна пешка на бяло поле b7 · черен цар на бяло поле h7 · черна пешка на черно поле f6 · черна пешка на бяло поле g6 · черна пешка на бяло поле h5 · бяла пешка на бяло поле a4 · черна дама на бяло поле e4 · бяла пешка на черно поле f4 · бял цар на черно поле h4 · бяла дама на черно поле c3 · бяла пешка на черно поле g3 · бяла пешка на бяло поле h3 | черна пешка на бяло поле b7 · черен цар на бяло поле h7 · черна пешка на черно поле f6 · черна пешка на бяло поле g6 · черна пешка на бяло поле h5 · бяла пешка на бяло поле a4 · черна дама на бяло поле e4 · бяла пешка на черно поле f4 · бял цар на черно поле h4 · бяла дама на черно поле c3 · бяла пешка на черно поле g3 · бяла пешка на бяло поле h3 | 5 |
| 4 | черна пешка на бяло поле b7 · черен цар на бяло поле h7 · черна пешка на черно поле f6 · черна пешка на бяло поле g6 · черна пешка на бяло поле h5 · бяла пешка на бяло поле a4 · черна дама на бяло поле e4 · бяла пешка на черно поле f4 · бял цар на черно поле h4 · бяла дама на черно поле c3 · бяла пешка на черно поле g3 · бяла пешка на бяло поле h3 | черна пешка на бяло поле b7 · черен цар на бяло поле h7 · черна пешка на черно поле f6 · черна пешка на бяло поле g6 · черна пешка на бяло поле h5 · бяла пешка на бяло поле a4 · черна дама на бяло поле e4 · бяла пешка на черно поле f4 · бял цар на черно поле h4 · бяла дама на черно поле c3 · бяла пешка на черно поле g3 · бяла пешка на бяло поле h3 | черна пешка на бяло поле b7 · черен цар на бяло поле h7 · черна пешка на черно поле f6 · черна пешка на бяло поле g6 · черна пешка на бяло поле h5 · бяла пешка на бяло поле a4 · черна дама на бяло поле e4 · бяла пешка на черно поле f4 · бял цар на черно поле h4 · бяла дама на черно поле c3 · бяла пешка на черно поле g3 · бяла пешка на бяло поле h3 | черна пешка на бяло поле b7 · черен цар на бяло поле h7 · черна пешка на черно поле f6 · черна пешка на бяло поле g6 · черна пешка на бяло поле h5 · бяла пешка на бяло поле a4 · черна дама на бяло поле e4 · бяла пешка на черно поле f4 · бял цар на черно поле h4 · бяла дама на черно поле c3 · бяла пешка на черно поле g3 · бяла пешка на бяло поле h3 | черна пешка на бяло поле b7 · черен цар на бяло поле h7 · черна пешка на черно поле f6 · черна пешка на бяло поле g6 · черна пешка на бяло поле h5 · бяла пешка на бяло поле a4 · черна дама на бяло поле e4 · бяла пешка на черно поле f4 · бял цар на черно поле h4 · бяла дама на черно поле c3 · бяла пешка на черно поле g3 · бяла пешка на бяло поле h3 | черна пешка на бяло поле b7 · черен цар на бяло поле h7 · черна пешка на черно поле f6 · черна пешка на бяло поле g6 · черна пешка на бяло поле h5 · бяла пешка на бяло поле a4 · черна дама на бяло поле e4 · бяла пешка на черно поле f4 · бял цар на черно поле h4 · бяла дама на черно поле c3 · бяла пешка на черно поле g3 · бяла пешка на бяло поле h3 | черна пешка на бяло поле b7 · черен цар на бяло поле h7 · черна пешка на черно поле f6 · черна пешка на бяло поле g6 · черна пешка на бяло поле h5 · бяла пешка на бяло поле a4 · черна дама на бяло поле e4 · бяла пешка на черно поле f4 · бял цар на черно поле h4 · бяла дама на черно поле c3 · бяла пешка на черно поле g3 · бяла пешка на бяло поле h3 | черна пешка на бяло поле b7 · черен цар на бяло поле h7 · черна пешка на черно поле f6 · черна пешка на бяло поле g6 · черна пешка на бяло поле h5 · бяла пешка на бяло поле a4 · черна дама на бяло поле e4 · бяла пешка на черно поле f4 · бял цар на черно поле h4 · бяла дама на черно поле c3 · бяла пешка на черно поле g3 · бяла пешка на бяло поле h3 | 4 |
| 3 | черна пешка на бяло поле b7 · черен цар на бяло поле h7 · черна пешка на черно поле f6 · черна пешка на бяло поле g6 · черна пешка на бяло поле h5 · бяла пешка на бяло поле a4 · черна дама на бяло поле e4 · бяла пешка на черно поле f4 · бял цар на черно поле h4 · бяла дама на черно поле c3 · бяла пешка на черно поле g3 · бяла пешка на бяло поле h3 | черна пешка на бяло поле b7 · черен цар на бяло поле h7 · черна пешка на черно поле f6 · черна пешка на бяло поле g6 · черна пешка на бяло поле h5 · бяла пешка на бяло поле a4 · черна дама на бяло поле e4 · бяла пешка на черно поле f4 · бял цар на черно поле h4 · бяла дама на черно поле c3 · бяла пешка на черно поле g3 · бяла пешка на бяло поле h3 | черна пешка на бяло поле b7 · черен цар на бяло поле h7 · черна пешка на черно поле f6 · черна пешка на бяло поле g6 · черна пешка на бяло поле h5 · бяла пешка на бяло поле a4 · черна дама на бяло поле e4 · бяла пешка на черно поле f4 · бял цар на черно поле h4 · бяла дама на черно поле c3 · бяла пешка на черно поле g3 · бяла пешка на бяло поле h3 | черна пешка на бяло поле b7 · черен цар на бяло поле h7 · черна пешка на черно поле f6 · черна пешка на бяло поле g6 · черна пешка на бяло поле h5 · бяла пешка на бяло поле a4 · черна дама на бяло поле e4 · бяла пешка на черно поле f4 · бял цар на черно поле h4 · бяла дама на черно поле c3 · бяла пешка на черно поле g3 · бяла пешка на бяло поле h3 | черна пешка на бяло поле b7 · черен цар на бяло поле h7 · черна пешка на черно поле f6 · черна пешка на бяло поле g6 · черна пешка на бяло поле h5 · бяла пешка на бяло поле a4 · черна дама на бяло поле e4 · бяла пешка на черно поле f4 · бял цар на черно поле h4 · бяла дама на черно поле c3 · бяла пешка на черно поле g3 · бяла пешка на бяло поле h3 | черна пешка на бяло поле b7 · черен цар на бяло поле h7 · черна пешка на черно поле f6 · черна пешка на бяло поле g6 · черна пешка на бяло поле h5 · бяла пешка на бяло поле a4 · черна дама на бяло поле e4 · бяла пешка на черно поле f4 · бял цар на черно поле h4 · бяла дама на черно поле c3 · бяла пешка на черно поле g3 · бяла пешка на бяло поле h3 | черна пешка на бяло поле b7 · черен цар на бяло поле h7 · черна пешка на черно поле f6 · черна пешка на бяло поле g6 · черна пешка на бяло поле h5 · бяла пешка на бяло поле a4 · черна дама на бяло поле e4 · бяла пешка на черно поле f4 · бял цар на черно поле h4 · бяла дама на черно поле c3 · бяла пешка на черно поле g3 · бяла пешка на бяло поле h3 | черна пешка на бяло поле b7 · черен цар на бяло поле h7 · черна пешка на черно поле f6 · черна пешка на бяло поле g6 · черна пешка на бяло поле h5 · бяла пешка на бяло поле a4 · черна дама на бяло поле e4 · бяла пешка на черно поле f4 · бял цар на черно поле h4 · бяла дама на черно поле c3 · бяла пешка на черно поле g3 · бяла пешка на бяло поле h3 | 3 |
| 2 | черна пешка на бяло поле b7 · черен цар на бяло поле h7 · черна пешка на черно поле f6 · черна пешка на бяло поле g6 · черна пешка на бяло поле h5 · бяла пешка на бяло поле a4 · черна дама на бяло поле e4 · бяла пешка на черно поле f4 · бял цар на черно поле h4 · бяла дама на черно поле c3 · бяла пешка на черно поле g3 · бяла пешка на бяло поле h3 | черна пешка на бяло поле b7 · черен цар на бяло поле h7 · черна пешка на черно поле f6 · черна пешка на бяло поле g6 · черна пешка на бяло поле h5 · бяла пешка на бяло поле a4 · черна дама на бяло поле e4 · бяла пешка на черно поле f4 · бял цар на черно поле h4 · бяла дама на черно поле c3 · бяла пешка на черно поле g3 · бяла пешка на бяло поле h3 | черна пешка на бяло поле b7 · черен цар на бяло поле h7 · черна пешка на черно поле f6 · черна пешка на бяло поле g6 · черна пешка на бяло поле h5 · бяла пешка на бяло поле a4 · черна дама на бяло поле e4 · бяла пешка на черно поле f4 · бял цар на черно поле h4 · бяла дама на черно поле c3 · бяла пешка на черно поле g3 · бяла пешка на бяло поле h3 | черна пешка на бяло поле b7 · черен цар на бяло поле h7 · черна пешка на черно поле f6 · черна пешка на бяло поле g6 · черна пешка на бяло поле h5 · бяла пешка на бяло поле a4 · черна дама на бяло поле e4 · бяла пешка на черно поле f4 · бял цар на черно поле h4 · бяла дама на черно поле c3 · бяла пешка на черно поле g3 · бяла пешка на бяло поле h3 | черна пешка на бяло поле b7 · черен цар на бяло поле h7 · черна пешка на черно поле f6 · черна пешка на бяло поле g6 · черна пешка на бяло поле h5 · бяла пешка на бяло поле a4 · черна дама на бяло поле e4 · бяла пешка на черно поле f4 · бял цар на черно поле h4 · бяла дама на черно поле c3 · бяла пешка на черно поле g3 · бяла пешка на бяло поле h3 | черна пешка на бяло поле b7 · черен цар на бяло поле h7 · черна пешка на черно поле f6 · черна пешка на бяло поле g6 · черна пешка на бяло поле h5 · бяла пешка на бяло поле a4 · черна дама на бяло поле e4 · бяла пешка на черно поле f4 · бял цар на черно поле h4 · бяла дама на черно поле c3 · бяла пешка на черно поле g3 · бяла пешка на бяло поле h3 | черна пешка на бяло поле b7 · черен цар на бяло поле h7 · черна пешка на черно поле f6 · черна пешка на бяло поле g6 · черна пешка на бяло поле h5 · бяла пешка на бяло поле a4 · черна дама на бяло поле e4 · бяла пешка на черно поле f4 · бял цар на черно поле h4 · бяла дама на черно поле c3 · бяла пешка на черно поле g3 · бяла пешка на бяло поле h3 | черна пешка на бяло поле b7 · черен цар на бяло поле h7 · черна пешка на черно поле f6 · черна пешка на бяло поле g6 · черна пешка на бяло поле h5 · бяла пешка на бяло поле a4 · черна дама на бяло поле e4 · бяла пешка на черно поле f4 · бял цар на черно поле h4 · бяла дама на черно поле c3 · бяла пешка на черно поле g3 · бяла пешка на бяло поле h3 | 2 |
| 1 | черна пешка на бяло поле b7 · черен цар на бяло поле h7 · черна пешка на черно поле f6 · черна пешка на бяло поле g6 · черна пешка на бяло поле h5 · бяла пешка на бяло поле a4 · черна дама на бяло поле e4 · бяла пешка на черно поле f4 · бял цар на черно поле h4 · бяла дама на черно поле c3 · бяла пешка на черно поле g3 · бяла пешка на бяло поле h3 | черна пешка на бяло поле b7 · черен цар на бяло поле h7 · черна пешка на черно поле f6 · черна пешка на бяло поле g6 · черна пешка на бяло поле h5 · бяла пешка на бяло поле a4 · черна дама на бяло поле e4 · бяла пешка на черно поле f4 · бял цар на черно поле h4 · бяла дама на черно поле c3 · бяла пешка на черно поле g3 · бяла пешка на бяло поле h3 | черна пешка на бяло поле b7 · черен цар на бяло поле h7 · черна пешка на черно поле f6 · черна пешка на бяло поле g6 · черна пешка на бяло поле h5 · бяла пешка на бяло поле a4 · черна дама на бяло поле e4 · бяла пешка на черно поле f4 · бял цар на черно поле h4 · бяла дама на черно поле c3 · бяла пешка на черно поле g3 · бяла пешка на бяло поле h3 | черна пешка на бяло поле b7 · черен цар на бяло поле h7 · черна пешка на черно поле f6 · черна пешка на бяло поле g6 · черна пешка на бяло поле h5 · бяла пешка на бяло поле a4 · черна дама на бяло поле e4 · бяла пешка на черно поле f4 · бял цар на черно поле h4 · бяла дама на черно поле c3 · бяла пешка на черно поле g3 · бяла пешка на бяло поле h3 | черна пешка на бяло поле b7 · черен цар на бяло поле h7 · черна пешка на черно поле f6 · черна пешка на бяло поле g6 · черна пешка на бяло поле h5 · бяла пешка на бяло поле a4 · черна дама на бяло поле e4 · бяла пешка на черно поле f4 · бял цар на черно поле h4 · бяла дама на черно поле c3 · бяла пешка на черно поле g3 · бяла пешка на бяло поле h3 | черна пешка на бяло поле b7 · черен цар на бяло поле h7 · черна пешка на черно поле f6 · черна пешка на бяло поле g6 · черна пешка на бяло поле h5 · бяла пешка на бяло поле a4 · черна дама на бяло поле e4 · бяла пешка на черно поле f4 · бял цар на черно поле h4 · бяла дама на черно поле c3 · бяла пешка на черно поле g3 · бяла пешка на бяло поле h3 | черна пешка на бяло поле b7 · черен цар на бяло поле h7 · черна пешка на черно поле f6 · черна пешка на бяло поле g6 · черна пешка на бяло поле h5 · бяла пешка на бяло поле a4 · черна дама на бяло поле e4 · бяла пешка на черно поле f4 · бял цар на черно поле h4 · бяла дама на черно поле c3 · бяла пешка на черно поле g3 · бяла пешка на бяло поле h3 | черна пешка на бяло поле b7 · черен цар на бяло поле h7 · черна пешка на черно поле f6 · черна пешка на бяло поле g6 · черна пешка на бяло поле h5 · бяла пешка на бяло поле a4 · черна дама на бяло поле e4 · бяла пешка на черно поле f4 · бял цар на черно поле h4 · бяла дама на черно поле c3 · бяла пешка на черно поле g3 · бяла пешка на бяло поле h3 | 1 |
|   | a | b | c | d | e | f | g | h |   |

Необходимостта от блокиране обикновено възниква по време на атака срещу царя. Блокираните квадрати намаляват жизненото пространство около царя и създават бариери пред бягството му. Блокирането често се предшества от поредица от шахове, както например в играта партии Де Рой – Хайе Крамер от 1962 г. (диаграма 1):
49...g5+!
50. Ц:h5 Дe2+
Белите са принудени да блокират с пешката си полето за отстъпление на царя си g4:
51. g4 Дe8#

### Спиране на пешка
|   | a | b | c | d | e | f | g | h |   |
| 8 | бяла пешка на черно поле h6 · черен цар на бяло поле d5 · черна пешка на черно поле d4 · бял кон на бяло поле g2 · черен офицер на черно поле a1 · бял цар на бяло поле d1 | бяла пешка на черно поле h6 · черен цар на бяло поле d5 · черна пешка на черно поле d4 · бял кон на бяло поле g2 · черен офицер на черно поле a1 · бял цар на бяло поле d1 | бяла пешка на черно поле h6 · черен цар на бяло поле d5 · черна пешка на черно поле d4 · бял кон на бяло поле g2 · черен офицер на черно поле a1 · бял цар на бяло поле d1 | бяла пешка на черно поле h6 · черен цар на бяло поле d5 · черна пешка на черно поле d4 · бял кон на бяло поле g2 · черен офицер на черно поле a1 · бял цар на бяло поле d1 | бяла пешка на черно поле h6 · черен цар на бяло поле d5 · черна пешка на черно поле d4 · бял кон на бяло поле g2 · черен офицер на черно поле a1 · бял цар на бяло поле d1 | бяла пешка на черно поле h6 · черен цар на бяло поле d5 · черна пешка на черно поле d4 · бял кон на бяло поле g2 · черен офицер на черно поле a1 · бял цар на бяло поле d1 | бяла пешка на черно поле h6 · черен цар на бяло поле d5 · черна пешка на черно поле d4 · бял кон на бяло поле g2 · черен офицер на черно поле a1 · бял цар на бяло поле d1 | бяла пешка на черно поле h6 · черен цар на бяло поле d5 · черна пешка на черно поле d4 · бял кон на бяло поле g2 · черен офицер на черно поле a1 · бял цар на бяло поле d1 | 8 |
| 7 | бяла пешка на черно поле h6 · черен цар на бяло поле d5 · черна пешка на черно поле d4 · бял кон на бяло поле g2 · черен офицер на черно поле a1 · бял цар на бяло поле d1 | бяла пешка на черно поле h6 · черен цар на бяло поле d5 · черна пешка на черно поле d4 · бял кон на бяло поле g2 · черен офицер на черно поле a1 · бял цар на бяло поле d1 | бяла пешка на черно поле h6 · черен цар на бяло поле d5 · черна пешка на черно поле d4 · бял кон на бяло поле g2 · черен офицер на черно поле a1 · бял цар на бяло поле d1 | бяла пешка на черно поле h6 · черен цар на бяло поле d5 · черна пешка на черно поле d4 · бял кон на бяло поле g2 · черен офицер на черно поле a1 · бял цар на бяло поле d1 | бяла пешка на черно поле h6 · черен цар на бяло поле d5 · черна пешка на черно поле d4 · бял кон на бяло поле g2 · черен офицер на черно поле a1 · бял цар на бяло поле d1 | бяла пешка на черно поле h6 · черен цар на бяло поле d5 · черна пешка на черно поле d4 · бял кон на бяло поле g2 · черен офицер на черно поле a1 · бял цар на бяло поле d1 | бяла пешка на черно поле h6 · черен цар на бяло поле d5 · черна пешка на черно поле d4 · бял кон на бяло поле g2 · черен офицер на черно поле a1 · бял цар на бяло поле d1 | бяла пешка на черно поле h6 · черен цар на бяло поле d5 · черна пешка на черно поле d4 · бял кон на бяло поле g2 · черен офицер на черно поле a1 · бял цар на бяло поле d1 | 7 |
| 6 | бяла пешка на черно поле h6 · черен цар на бяло поле d5 · черна пешка на черно поле d4 · бял кон на бяло поле g2 · черен офицер на черно поле a1 · бял цар на бяло поле d1 | бяла пешка на черно поле h6 · черен цар на бяло поле d5 · черна пешка на черно поле d4 · бял кон на бяло поле g2 · черен офицер на черно поле a1 · бял цар на бяло поле d1 | бяла пешка на черно поле h6 · черен цар на бяло поле d5 · черна пешка на черно поле d4 · бял кон на бяло поле g2 · черен офицер на черно поле a1 · бял цар на бяло поле d1 | бяла пешка на черно поле h6 · черен цар на бяло поле d5 · черна пешка на черно поле d4 · бял кон на бяло поле g2 · черен офицер на черно поле a1 · бял цар на бяло поле d1 | бяла пешка на черно поле h6 · черен цар на бяло поле d5 · черна пешка на черно поле d4 · бял кон на бяло поле g2 · черен офицер на черно поле a1 · бял цар на бяло поле d1 | бяла пешка на черно поле h6 · черен цар на бяло поле d5 · черна пешка на черно поле d4 · бял кон на бяло поле g2 · черен офицер на черно поле a1 · бял цар на бяло поле d1 | бяла пешка на черно поле h6 · черен цар на бяло поле d5 · черна пешка на черно поле d4 · бял кон на бяло поле g2 · черен офицер на черно поле a1 · бял цар на бяло поле d1 | бяла пешка на черно поле h6 · черен цар на бяло поле d5 · черна пешка на черно поле d4 · бял кон на бяло поле g2 · черен офицер на черно поле a1 · бял цар на бяло поле d1 | 6 |
| 5 | бяла пешка на черно поле h6 · черен цар на бяло поле d5 · черна пешка на черно поле d4 · бял кон на бяло поле g2 · черен офицер на черно поле a1 · бял цар на бяло поле d1 | бяла пешка на черно поле h6 · черен цар на бяло поле d5 · черна пешка на черно поле d4 · бял кон на бяло поле g2 · черен офицер на черно поле a1 · бял цар на бяло поле d1 | бяла пешка на черно поле h6 · черен цар на бяло поле d5 · черна пешка на черно поле d4 · бял кон на бяло поле g2 · черен офицер на черно поле a1 · бял цар на бяло поле d1 | бяла пешка на черно поле h6 · черен цар на бяло поле d5 · черна пешка на черно поле d4 · бял кон на бяло поле g2 · черен офицер на черно поле a1 · бял цар на бяло поле d1 | бяла пешка на черно поле h6 · черен цар на бяло поле d5 · черна пешка на черно поле d4 · бял кон на бяло поле g2 · черен офицер на черно поле a1 · бял цар на бяло поле d1 | бяла пешка на черно поле h6 · черен цар на бяло поле d5 · черна пешка на черно поле d4 · бял кон на бяло поле g2 · черен офицер на черно поле a1 · бял цар на бяло поле d1 | бяла пешка на черно поле h6 · черен цар на бяло поле d5 · черна пешка на черно поле d4 · бял кон на бяло поле g2 · черен офицер на черно поле a1 · бял цар на бяло поле d1 | бяла пешка на черно поле h6 · черен цар на бяло поле d5 · черна пешка на черно поле d4 · бял кон на бяло поле g2 · черен офицер на черно поле a1 · бял цар на бяло поле d1 | 5 |
| 4 | бяла пешка на черно поле h6 · черен цар на бяло поле d5 · черна пешка на черно поле d4 · бял кон на бяло поле g2 · черен офицер на черно поле a1 · бял цар на бяло поле d1 | бяла пешка на черно поле h6 · черен цар на бяло поле d5 · черна пешка на черно поле d4 · бял кон на бяло поле g2 · черен офицер на черно поле a1 · бял цар на бяло поле d1 | бяла пешка на черно поле h6 · черен цар на бяло поле d5 · черна пешка на черно поле d4 · бял кон на бяло поле g2 · черен офицер на черно поле a1 · бял цар на бяло поле d1 | бяла пешка на черно поле h6 · черен цар на бяло поле d5 · черна пешка на черно поле d4 · бял кон на бяло поле g2 · черен офицер на черно поле a1 · бял цар на бяло поле d1 | бяла пешка на черно поле h6 · черен цар на бяло поле d5 · черна пешка на черно поле d4 · бял кон на бяло поле g2 · черен офицер на черно поле a1 · бял цар на бяло поле d1 | бяла пешка на черно поле h6 · черен цар на бяло поле d5 · черна пешка на черно поле d4 · бял кон на бяло поле g2 · черен офицер на черно поле a1 · бял цар на бяло поле d1 | бяла пешка на черно поле h6 · черен цар на бяло поле d5 · черна пешка на черно поле d4 · бял кон на бяло поле g2 · черен офицер на черно поле a1 · бял цар на бяло поле d1 | бяла пешка на черно поле h6 · черен цар на бяло поле d5 · черна пешка на черно поле d4 · бял кон на бяло поле g2 · черен офицер на черно поле a1 · бял цар на бяло поле d1 | 4 |
| 3 | бяла пешка на черно поле h6 · черен цар на бяло поле d5 · черна пешка на черно поле d4 · бял кон на бяло поле g2 · черен офицер на черно поле a1 · бял цар на бяло поле d1 | бяла пешка на черно поле h6 · черен цар на бяло поле d5 · черна пешка на черно поле d4 · бял кон на бяло поле g2 · черен офицер на черно поле a1 · бял цар на бяло поле d1 | бяла пешка на черно поле h6 · черен цар на бяло поле d5 · черна пешка на черно поле d4 · бял кон на бяло поле g2 · черен офицер на черно поле a1 · бял цар на бяло поле d1 | бяла пешка на черно поле h6 · черен цар на бяло поле d5 · черна пешка на черно поле d4 · бял кон на бяло поле g2 · черен офицер на черно поле a1 · бял цар на бяло поле d1 | бяла пешка на черно поле h6 · черен цар на бяло поле d5 · черна пешка на черно поле d4 · бял кон на бяло поле g2 · черен офицер на черно поле a1 · бял цар на бяло поле d1 | бяла пешка на черно поле h6 · черен цар на бяло поле d5 · черна пешка на черно поле d4 · бял кон на бяло поле g2 · черен офицер на черно поле a1 · бял цар на бяло поле d1 | бяла пешка на черно поле h6 · черен цар на бяло поле d5 · черна пешка на черно поле d4 · бял кон на бяло поле g2 · черен офицер на черно поле a1 · бял цар на бяло поле d1 | бяла пешка на черно поле h6 · черен цар на бяло поле d5 · черна пешка на черно поле d4 · бял кон на бяло поле g2 · черен офицер на черно поле a1 · бял цар на бяло поле d1 | 3 |
| 2 | бяла пешка на черно поле h6 · черен цар на бяло поле d5 · черна пешка на черно поле d4 · бял кон на бяло поле g2 · черен офицер на черно поле a1 · бял цар на бяло поле d1 | бяла пешка на черно поле h6 · черен цар на бяло поле d5 · черна пешка на черно поле d4 · бял кон на бяло поле g2 · черен офицер на черно поле a1 · бял цар на бяло поле d1 | бяла пешка на черно поле h6 · черен цар на бяло поле d5 · черна пешка на черно поле d4 · бял кон на бяло поле g2 · черен офицер на черно поле a1 · бял цар на бяло поле d1 | бяла пешка на черно поле h6 · черен цар на бяло поле d5 · черна пешка на черно поле d4 · бял кон на бяло поле g2 · черен офицер на черно поле a1 · бял цар на бяло поле d1 | бяла пешка на черно поле h6 · черен цар на бяло поле d5 · черна пешка на черно поле d4 · бял кон на бяло поле g2 · черен офицер на черно поле a1 · бял цар на бяло поле d1 | бяла пешка на черно поле h6 · черен цар на бяло поле d5 · черна пешка на черно поле d4 · бял кон на бяло поле g2 · черен офицер на черно поле a1 · бял цар на бяло поле d1 | бяла пешка на черно поле h6 · черен цар на бяло поле d5 · черна пешка на черно поле d4 · бял кон на бяло поле g2 · черен офицер на черно поле a1 · бял цар на бяло поле d1 | бяла пешка на черно поле h6 · черен цар на бяло поле d5 · черна пешка на черно поле d4 · бял кон на бяло поле g2 · черен офицер на черно поле a1 · бял цар на бяло поле d1 | 2 |
| 1 | бяла пешка на черно поле h6 · черен цар на бяло поле d5 · черна пешка на черно поле d4 · бял кон на бяло поле g2 · черен офицер на черно поле a1 · бял цар на бяло поле d1 | бяла пешка на черно поле h6 · черен цар на бяло поле d5 · черна пешка на черно поле d4 · бял кон на бяло поле g2 · черен офицер на черно поле a1 · бял цар на бяло поле d1 | бяла пешка на черно поле h6 · черен цар на бяло поле d5 · черна пешка на черно поле d4 · бял кон на бяло поле g2 · черен офицер на черно поле a1 · бял цар на бяло поле d1 | бяла пешка на черно поле h6 · черен цар на бяло поле d5 · черна пешка на черно поле d4 · бял кон на бяло поле g2 · черен офицер на черно поле a1 · бял цар на бяло поле d1 | бяла пешка на черно поле h6 · черен цар на бяло поле d5 · черна пешка на черно поле d4 · бял кон на бяло поле g2 · черен офицер на черно поле a1 · бял цар на бяло поле d1 | бяла пешка на черно поле h6 · черен цар на бяло поле d5 · черна пешка на черно поле d4 · бял кон на бяло поле g2 · черен офицер на черно поле a1 · бял цар на бяло поле d1 | бяла пешка на черно поле h6 · черен цар на бяло поле d5 · черна пешка на черно поле d4 · бял кон на бяло поле g2 · черен офицер на черно поле a1 · бял цар на бяло поле d1 | бяла пешка на черно поле h6 · черен цар на бяло поле d5 · черна пешка на черно поле d4 · бял кон на бяло поле g2 · черен офицер на черно поле a1 · бял цар на бяло поле d1 | 1 |
|   | a | b | c | d | e | f | g | h |   |

В допълнение към атаката на царя, блокирането се използва и за забавяне на движението на пешка. На диаграма 2 черните трябва само да преместят пешката d4-d3 напред и черният офицер може да попречи на бялата пешка h6 да се превърне в дама. За да предотвратят това, белите жертват кон, за да блокират полето d3.
1. Kf4+ Цe4
2. Kd3! Пешката е блокирана от белия кон.
2... Ц:d3 Сега самият черен цар не дава възможност да се отвори спасителен диагонал за офицера.
3. h7 Ос3
С неизбежното 4. h8Д.
|   | a | b | c | d | e | f | g | h |   |
| 8 | черен цар на черно поле g7 · черна пешка на бяло поле h7 · бял топ на черно поле d6 · черна пешка на бяло поле e6 · черен топ на бяло поле g6 · черна пешка на черно поле e5 · черна дама на бяло поле a4 · бяла пешка на бяло поле e4 · черна пешка на черно поле f4 · бяла пешка на бяло поле g4 · бяла пешка на бяло поле f3 · бяла дама на бяло поле h3 · бяла пешка на черно поле h2 · бял цар на бяло поле h1 | черен цар на черно поле g7 · черна пешка на бяло поле h7 · бял топ на черно поле d6 · черна пешка на бяло поле e6 · черен топ на бяло поле g6 · черна пешка на черно поле e5 · черна дама на бяло поле a4 · бяла пешка на бяло поле e4 · черна пешка на черно поле f4 · бяла пешка на бяло поле g4 · бяла пешка на бяло поле f3 · бяла дама на бяло поле h3 · бяла пешка на черно поле h2 · бял цар на бяло поле h1 | черен цар на черно поле g7 · черна пешка на бяло поле h7 · бял топ на черно поле d6 · черна пешка на бяло поле e6 · черен топ на бяло поле g6 · черна пешка на черно поле e5 · черна дама на бяло поле a4 · бяла пешка на бяло поле e4 · черна пешка на черно поле f4 · бяла пешка на бяло поле g4 · бяла пешка на бяло поле f3 · бяла дама на бяло поле h3 · бяла пешка на черно поле h2 · бял цар на бяло поле h1 | черен цар на черно поле g7 · черна пешка на бяло поле h7 · бял топ на черно поле d6 · черна пешка на бяло поле e6 · черен топ на бяло поле g6 · черна пешка на черно поле e5 · черна дама на бяло поле a4 · бяла пешка на бяло поле e4 · черна пешка на черно поле f4 · бяла пешка на бяло поле g4 · бяла пешка на бяло поле f3 · бяла дама на бяло поле h3 · бяла пешка на черно поле h2 · бял цар на бяло поле h1 | черен цар на черно поле g7 · черна пешка на бяло поле h7 · бял топ на черно поле d6 · черна пешка на бяло поле e6 · черен топ на бяло поле g6 · черна пешка на черно поле e5 · черна дама на бяло поле a4 · бяла пешка на бяло поле e4 · черна пешка на черно поле f4 · бяла пешка на бяло поле g4 · бяла пешка на бяло поле f3 · бяла дама на бяло поле h3 · бяла пешка на черно поле h2 · бял цар на бяло поле h1 | черен цар на черно поле g7 · черна пешка на бяло поле h7 · бял топ на черно поле d6 · черна пешка на бяло поле e6 · черен топ на бяло поле g6 · черна пешка на черно поле e5 · черна дама на бяло поле a4 · бяла пешка на бяло поле e4 · черна пешка на черно поле f4 · бяла пешка на бяло поле g4 · бяла пешка на бяло поле f3 · бяла дама на бяло поле h3 · бяла пешка на черно поле h2 · бял цар на бяло поле h1 | черен цар на черно поле g7 · черна пешка на бяло поле h7 · бял топ на черно поле d6 · черна пешка на бяло поле e6 · черен топ на бяло поле g6 · черна пешка на черно поле e5 · черна дама на бяло поле a4 · бяла пешка на бяло поле e4 · черна пешка на черно поле f4 · бяла пешка на бяло поле g4 · бяла пешка на бяло поле f3 · бяла дама на бяло поле h3 · бяла пешка на черно поле h2 · бял цар на бяло поле h1 | черен цар на черно поле g7 · черна пешка на бяло поле h7 · бял топ на черно поле d6 · черна пешка на бяло поле e6 · черен топ на бяло поле g6 · черна пешка на черно поле e5 · черна дама на бяло поле a4 · бяла пешка на бяло поле e4 · черна пешка на черно поле f4 · бяла пешка на бяло поле g4 · бяла пешка на бяло поле f3 · бяла дама на бяло поле h3 · бяла пешка на черно поле h2 · бял цар на бяло поле h1 | 8 |
| 7 | черен цар на черно поле g7 · черна пешка на бяло поле h7 · бял топ на черно поле d6 · черна пешка на бяло поле e6 · черен топ на бяло поле g6 · черна пешка на черно поле e5 · черна дама на бяло поле a4 · бяла пешка на бяло поле e4 · черна пешка на черно поле f4 · бяла пешка на бяло поле g4 · бяла пешка на бяло поле f3 · бяла дама на бяло поле h3 · бяла пешка на черно поле h2 · бял цар на бяло поле h1 | черен цар на черно поле g7 · черна пешка на бяло поле h7 · бял топ на черно поле d6 · черна пешка на бяло поле e6 · черен топ на бяло поле g6 · черна пешка на черно поле e5 · черна дама на бяло поле a4 · бяла пешка на бяло поле e4 · черна пешка на черно поле f4 · бяла пешка на бяло поле g4 · бяла пешка на бяло поле f3 · бяла дама на бяло поле h3 · бяла пешка на черно поле h2 · бял цар на бяло поле h1 | черен цар на черно поле g7 · черна пешка на бяло поле h7 · бял топ на черно поле d6 · черна пешка на бяло поле e6 · черен топ на бяло поле g6 · черна пешка на черно поле e5 · черна дама на бяло поле a4 · бяла пешка на бяло поле e4 · черна пешка на черно поле f4 · бяла пешка на бяло поле g4 · бяла пешка на бяло поле f3 · бяла дама на бяло поле h3 · бяла пешка на черно поле h2 · бял цар на бяло поле h1 | черен цар на черно поле g7 · черна пешка на бяло поле h7 · бял топ на черно поле d6 · черна пешка на бяло поле e6 · черен топ на бяло поле g6 · черна пешка на черно поле e5 · черна дама на бяло поле a4 · бяла пешка на бяло поле e4 · черна пешка на черно поле f4 · бяла пешка на бяло поле g4 · бяла пешка на бяло поле f3 · бяла дама на бяло поле h3 · бяла пешка на черно поле h2 · бял цар на бяло поле h1 | черен цар на черно поле g7 · черна пешка на бяло поле h7 · бял топ на черно поле d6 · черна пешка на бяло поле e6 · черен топ на бяло поле g6 · черна пешка на черно поле e5 · черна дама на бяло поле a4 · бяла пешка на бяло поле e4 · черна пешка на черно поле f4 · бяла пешка на бяло поле g4 · бяла пешка на бяло поле f3 · бяла дама на бяло поле h3 · бяла пешка на черно поле h2 · бял цар на бяло поле h1 | черен цар на черно поле g7 · черна пешка на бяло поле h7 · бял топ на черно поле d6 · черна пешка на бяло поле e6 · черен топ на бяло поле g6 · черна пешка на черно поле e5 · черна дама на бяло поле a4 · бяла пешка на бяло поле e4 · черна пешка на черно поле f4 · бяла пешка на бяло поле g4 · бяла пешка на бяло поле f3 · бяла дама на бяло поле h3 · бяла пешка на черно поле h2 · бял цар на бяло поле h1 | черен цар на черно поле g7 · черна пешка на бяло поле h7 · бял топ на черно поле d6 · черна пешка на бяло поле e6 · черен топ на бяло поле g6 · черна пешка на черно поле e5 · черна дама на бяло поле a4 · бяла пешка на бяло поле e4 · черна пешка на черно поле f4 · бяла пешка на бяло поле g4 · бяла пешка на бяло поле f3 · бяла дама на бяло поле h3 · бяла пешка на черно поле h2 · бял цар на бяло поле h1 | черен цар на черно поле g7 · черна пешка на бяло поле h7 · бял топ на черно поле d6 · черна пешка на бяло поле e6 · черен топ на бяло поле g6 · черна пешка на черно поле e5 · черна дама на бяло поле a4 · бяла пешка на бяло поле e4 · черна пешка на черно поле f4 · бяла пешка на бяло поле g4 · бяла пешка на бяло поле f3 · бяла дама на бяло поле h3 · бяла пешка на черно поле h2 · бял цар на бяло поле h1 | 7 |
| 6 | черен цар на черно поле g7 · черна пешка на бяло поле h7 · бял топ на черно поле d6 · черна пешка на бяло поле e6 · черен топ на бяло поле g6 · черна пешка на черно поле e5 · черна дама на бяло поле a4 · бяла пешка на бяло поле e4 · черна пешка на черно поле f4 · бяла пешка на бяло поле g4 · бяла пешка на бяло поле f3 · бяла дама на бяло поле h3 · бяла пешка на черно поле h2 · бял цар на бяло поле h1 | черен цар на черно поле g7 · черна пешка на бяло поле h7 · бял топ на черно поле d6 · черна пешка на бяло поле e6 · черен топ на бяло поле g6 · черна пешка на черно поле e5 · черна дама на бяло поле a4 · бяла пешка на бяло поле e4 · черна пешка на черно поле f4 · бяла пешка на бяло поле g4 · бяла пешка на бяло поле f3 · бяла дама на бяло поле h3 · бяла пешка на черно поле h2 · бял цар на бяло поле h1 | черен цар на черно поле g7 · черна пешка на бяло поле h7 · бял топ на черно поле d6 · черна пешка на бяло поле e6 · черен топ на бяло поле g6 · черна пешка на черно поле e5 · черна дама на бяло поле a4 · бяла пешка на бяло поле e4 · черна пешка на черно поле f4 · бяла пешка на бяло поле g4 · бяла пешка на бяло поле f3 · бяла дама на бяло поле h3 · бяла пешка на черно поле h2 · бял цар на бяло поле h1 | черен цар на черно поле g7 · черна пешка на бяло поле h7 · бял топ на черно поле d6 · черна пешка на бяло поле e6 · черен топ на бяло поле g6 · черна пешка на черно поле e5 · черна дама на бяло поле a4 · бяла пешка на бяло поле e4 · черна пешка на черно поле f4 · бяла пешка на бяло поле g4 · бяла пешка на бяло поле f3 · бяла дама на бяло поле h3 · бяла пешка на черно поле h2 · бял цар на бяло поле h1 | черен цар на черно поле g7 · черна пешка на бяло поле h7 · бял топ на черно поле d6 · черна пешка на бяло поле e6 · черен топ на бяло поле g6 · черна пешка на черно поле e5 · черна дама на бяло поле a4 · бяла пешка на бяло поле e4 · черна пешка на черно поле f4 · бяла пешка на бяло поле g4 · бяла пешка на бяло поле f3 · бяла дама на бяло поле h3 · бяла пешка на черно поле h2 · бял цар на бяло поле h1 | черен цар на черно поле g7 · черна пешка на бяло поле h7 · бял топ на черно поле d6 · черна пешка на бяло поле e6 · черен топ на бяло поле g6 · черна пешка на черно поле e5 · черна дама на бяло поле a4 · бяла пешка на бяло поле e4 · черна пешка на черно поле f4 · бяла пешка на бяло поле g4 · бяла пешка на бяло поле f3 · бяла дама на бяло поле h3 · бяла пешка на черно поле h2 · бял цар на бяло поле h1 | черен цар на черно поле g7 · черна пешка на бяло поле h7 · бял топ на черно поле d6 · черна пешка на бяло поле e6 · черен топ на бяло поле g6 · черна пешка на черно поле e5 · черна дама на бяло поле a4 · бяла пешка на бяло поле e4 · черна пешка на черно поле f4 · бяла пешка на бяло поле g4 · бяла пешка на бяло поле f3 · бяла дама на бяло поле h3 · бяла пешка на черно поле h2 · бял цар на бяло поле h1 | черен цар на черно поле g7 · черна пешка на бяло поле h7 · бял топ на черно поле d6 · черна пешка на бяло поле e6 · черен топ на бяло поле g6 · черна пешка на черно поле e5 · черна дама на бяло поле a4 · бяла пешка на бяло поле e4 · черна пешка на черно поле f4 · бяла пешка на бяло поле g4 · бяла пешка на бяло поле f3 · бяла дама на бяло поле h3 · бяла пешка на черно поле h2 · бял цар на бяло поле h1 | 6 |
| 5 | черен цар на черно поле g7 · черна пешка на бяло поле h7 · бял топ на черно поле d6 · черна пешка на бяло поле e6 · черен топ на бяло поле g6 · черна пешка на черно поле e5 · черна дама на бяло поле a4 · бяла пешка на бяло поле e4 · черна пешка на черно поле f4 · бяла пешка на бяло поле g4 · бяла пешка на бяло поле f3 · бяла дама на бяло поле h3 · бяла пешка на черно поле h2 · бял цар на бяло поле h1 | черен цар на черно поле g7 · черна пешка на бяло поле h7 · бял топ на черно поле d6 · черна пешка на бяло поле e6 · черен топ на бяло поле g6 · черна пешка на черно поле e5 · черна дама на бяло поле a4 · бяла пешка на бяло поле e4 · черна пешка на черно поле f4 · бяла пешка на бяло поле g4 · бяла пешка на бяло поле f3 · бяла дама на бяло поле h3 · бяла пешка на черно поле h2 · бял цар на бяло поле h1 | черен цар на черно поле g7 · черна пешка на бяло поле h7 · бял топ на черно поле d6 · черна пешка на бяло поле e6 · черен топ на бяло поле g6 · черна пешка на черно поле e5 · черна дама на бяло поле a4 · бяла пешка на бяло поле e4 · черна пешка на черно поле f4 · бяла пешка на бяло поле g4 · бяла пешка на бяло поле f3 · бяла дама на бяло поле h3 · бяла пешка на черно поле h2 · бял цар на бяло поле h1 | черен цар на черно поле g7 · черна пешка на бяло поле h7 · бял топ на черно поле d6 · черна пешка на бяло поле e6 · черен топ на бяло поле g6 · черна пешка на черно поле e5 · черна дама на бяло поле a4 · бяла пешка на бяло поле e4 · черна пешка на черно поле f4 · бяла пешка на бяло поле g4 · бяла пешка на бяло поле f3 · бяла дама на бяло поле h3 · бяла пешка на черно поле h2 · бял цар на бяло поле h1 | черен цар на черно поле g7 · черна пешка на бяло поле h7 · бял топ на черно поле d6 · черна пешка на бяло поле e6 · черен топ на бяло поле g6 · черна пешка на черно поле e5 · черна дама на бяло поле a4 · бяла пешка на бяло поле e4 · черна пешка на черно поле f4 · бяла пешка на бяло поле g4 · бяла пешка на бяло поле f3 · бяла дама на бяло поле h3 · бяла пешка на черно поле h2 · бял цар на бяло поле h1 | черен цар на черно поле g7 · черна пешка на бяло поле h7 · бял топ на черно поле d6 · черна пешка на бяло поле e6 · черен топ на бяло поле g6 · черна пешка на черно поле e5 · черна дама на бяло поле a4 · бяла пешка на бяло поле e4 · черна пешка на черно поле f4 · бяла пешка на бяло поле g4 · бяла пешка на бяло поле f3 · бяла дама на бяло поле h3 · бяла пешка на черно поле h2 · бял цар на бяло поле h1 | черен цар на черно поле g7 · черна пешка на бяло поле h7 · бял топ на черно поле d6 · черна пешка на бяло поле e6 · черен топ на бяло поле g6 · черна пешка на черно поле e5 · черна дама на бяло поле a4 · бяла пешка на бяло поле e4 · черна пешка на черно поле f4 · бяла пешка на бяло поле g4 · бяла пешка на бяло поле f3 · бяла дама на бяло поле h3 · бяла пешка на черно поле h2 · бял цар на бяло поле h1 | черен цар на черно поле g7 · черна пешка на бяло поле h7 · бял топ на черно поле d6 · черна пешка на бяло поле e6 · черен топ на бяло поле g6 · черна пешка на черно поле e5 · черна дама на бяло поле a4 · бяла пешка на бяло поле e4 · черна пешка на черно поле f4 · бяла пешка на бяло поле g4 · бяла пешка на бяло поле f3 · бяла дама на бяло поле h3 · бяла пешка на черно поле h2 · бял цар на бяло поле h1 | 5 |
| 4 | черен цар на черно поле g7 · черна пешка на бяло поле h7 · бял топ на черно поле d6 · черна пешка на бяло поле e6 · черен топ на бяло поле g6 · черна пешка на черно поле e5 · черна дама на бяло поле a4 · бяла пешка на бяло поле e4 · черна пешка на черно поле f4 · бяла пешка на бяло поле g4 · бяла пешка на бяло поле f3 · бяла дама на бяло поле h3 · бяла пешка на черно поле h2 · бял цар на бяло поле h1 | черен цар на черно поле g7 · черна пешка на бяло поле h7 · бял топ на черно поле d6 · черна пешка на бяло поле e6 · черен топ на бяло поле g6 · черна пешка на черно поле e5 · черна дама на бяло поле a4 · бяла пешка на бяло поле e4 · черна пешка на черно поле f4 · бяла пешка на бяло поле g4 · бяла пешка на бяло поле f3 · бяла дама на бяло поле h3 · бяла пешка на черно поле h2 · бял цар на бяло поле h1 | черен цар на черно поле g7 · черна пешка на бяло поле h7 · бял топ на черно поле d6 · черна пешка на бяло поле e6 · черен топ на бяло поле g6 · черна пешка на черно поле e5 · черна дама на бяло поле a4 · бяла пешка на бяло поле e4 · черна пешка на черно поле f4 · бяла пешка на бяло поле g4 · бяла пешка на бяло поле f3 · бяла дама на бяло поле h3 · бяла пешка на черно поле h2 · бял цар на бяло поле h1 | черен цар на черно поле g7 · черна пешка на бяло поле h7 · бял топ на черно поле d6 · черна пешка на бяло поле e6 · черен топ на бяло поле g6 · черна пешка на черно поле e5 · черна дама на бяло поле a4 · бяла пешка на бяло поле e4 · черна пешка на черно поле f4 · бяла пешка на бяло поле g4 · бяла пешка на бяло поле f3 · бяла дама на бяло поле h3 · бяла пешка на черно поле h2 · бял цар на бяло поле h1 | черен цар на черно поле g7 · черна пешка на бяло поле h7 · бял топ на черно поле d6 · черна пешка на бяло поле e6 · черен топ на бяло поле g6 · черна пешка на черно поле e5 · черна дама на бяло поле a4 · бяла пешка на бяло поле e4 · черна пешка на черно поле f4 · бяла пешка на бяло поле g4 · бяла пешка на бяло поле f3 · бяла дама на бяло поле h3 · бяла пешка на черно поле h2 · бял цар на бяло поле h1 | черен цар на черно поле g7 · черна пешка на бяло поле h7 · бял топ на черно поле d6 · черна пешка на бяло поле e6 · черен топ на бяло поле g6 · черна пешка на черно поле e5 · черна дама на бяло поле a4 · бяла пешка на бяло поле e4 · черна пешка на черно поле f4 · бяла пешка на бяло поле g4 · бяла пешка на бяло поле f3 · бяла дама на бяло поле h3 · бяла пешка на черно поле h2 · бял цар на бяло поле h1 | черен цар на черно поле g7 · черна пешка на бяло поле h7 · бял топ на черно поле d6 · черна пешка на бяло поле e6 · черен топ на бяло поле g6 · черна пешка на черно поле e5 · черна дама на бяло поле a4 · бяла пешка на бяло поле e4 · черна пешка на черно поле f4 · бяла пешка на бяло поле g4 · бяла пешка на бяло поле f3 · бяла дама на бяло поле h3 · бяла пешка на черно поле h2 · бял цар на бяло поле h1 | черен цар на черно поле g7 · черна пешка на бяло поле h7 · бял топ на черно поле d6 · черна пешка на бяло поле e6 · черен топ на бяло поле g6 · черна пешка на черно поле e5 · черна дама на бяло поле a4 · бяла пешка на бяло поле e4 · черна пешка на черно поле f4 · бяла пешка на бяло поле g4 · бяла пешка на бяло поле f3 · бяла дама на бяло поле h3 · бяла пешка на черно поле h2 · бял цар на бяло поле h1 | 4 |
| 3 | черен цар на черно поле g7 · черна пешка на бяло поле h7 · бял топ на черно поле d6 · черна пешка на бяло поле e6 · черен топ на бяло поле g6 · черна пешка на черно поле e5 · черна дама на бяло поле a4 · бяла пешка на бяло поле e4 · черна пешка на черно поле f4 · бяла пешка на бяло поле g4 · бяла пешка на бяло поле f3 · бяла дама на бяло поле h3 · бяла пешка на черно поле h2 · бял цар на бяло поле h1 | черен цар на черно поле g7 · черна пешка на бяло поле h7 · бял топ на черно поле d6 · черна пешка на бяло поле e6 · черен топ на бяло поле g6 · черна пешка на черно поле e5 · черна дама на бяло поле a4 · бяла пешка на бяло поле e4 · черна пешка на черно поле f4 · бяла пешка на бяло поле g4 · бяла пешка на бяло поле f3 · бяла дама на бяло поле h3 · бяла пешка на черно поле h2 · бял цар на бяло поле h1 | черен цар на черно поле g7 · черна пешка на бяло поле h7 · бял топ на черно поле d6 · черна пешка на бяло поле e6 · черен топ на бяло поле g6 · черна пешка на черно поле e5 · черна дама на бяло поле a4 · бяла пешка на бяло поле e4 · черна пешка на черно поле f4 · бяла пешка на бяло поле g4 · бяла пешка на бяло поле f3 · бяла дама на бяло поле h3 · бяла пешка на черно поле h2 · бял цар на бяло поле h1 | черен цар на черно поле g7 · черна пешка на бяло поле h7 · бял топ на черно поле d6 · черна пешка на бяло поле e6 · черен топ на бяло поле g6 · черна пешка на черно поле e5 · черна дама на бяло поле a4 · бяла пешка на бяло поле e4 · черна пешка на черно поле f4 · бяла пешка на бяло поле g4 · бяла пешка на бяло поле f3 · бяла дама на бяло поле h3 · бяла пешка на черно поле h2 · бял цар на бяло поле h1 | черен цар на черно поле g7 · черна пешка на бяло поле h7 · бял топ на черно поле d6 · черна пешка на бяло поле e6 · черен топ на бяло поле g6 · черна пешка на черно поле e5 · черна дама на бяло поле a4 · бяла пешка на бяло поле e4 · черна пешка на черно поле f4 · бяла пешка на бяло поле g4 · бяла пешка на бяло поле f3 · бяла дама на бяло поле h3 · бяла пешка на черно поле h2 · бял цар на бяло поле h1 | черен цар на черно поле g7 · черна пешка на бяло поле h7 · бял топ на черно поле d6 · черна пешка на бяло поле e6 · черен топ на бяло поле g6 · черна пешка на черно поле e5 · черна дама на бяло поле a4 · бяла пешка на бяло поле e4 · черна пешка на черно поле f4 · бяла пешка на бяло поле g4 · бяла пешка на бяло поле f3 · бяла дама на бяло поле h3 · бяла пешка на черно поле h2 · бял цар на бяло поле h1 | черен цар на черно поле g7 · черна пешка на бяло поле h7 · бял топ на черно поле d6 · черна пешка на бяло поле e6 · черен топ на бяло поле g6 · черна пешка на черно поле e5 · черна дама на бяло поле a4 · бяла пешка на бяло поле e4 · черна пешка на черно поле f4 · бяла пешка на бяло поле g4 · бяла пешка на бяло поле f3 · бяла дама на бяло поле h3 · бяла пешка на черно поле h2 · бял цар на бяло поле h1 | черен цар на черно поле g7 · черна пешка на бяло поле h7 · бял топ на черно поле d6 · черна пешка на бяло поле e6 · черен топ на бяло поле g6 · черна пешка на черно поле e5 · черна дама на бяло поле a4 · бяла пешка на бяло поле e4 · черна пешка на черно поле f4 · бяла пешка на бяло поле g4 · бяла пешка на бяло поле f3 · бяла дама на бяло поле h3 · бяла пешка на черно поле h2 · бял цар на бяло поле h1 | 3 |
| 2 | черен цар на черно поле g7 · черна пешка на бяло поле h7 · бял топ на черно поле d6 · черна пешка на бяло поле e6 · черен топ на бяло поле g6 · черна пешка на черно поле e5 · черна дама на бяло поле a4 · бяла пешка на бяло поле e4 · черна пешка на черно поле f4 · бяла пешка на бяло поле g4 · бяла пешка на бяло поле f3 · бяла дама на бяло поле h3 · бяла пешка на черно поле h2 · бял цар на бяло поле h1 | черен цар на черно поле g7 · черна пешка на бяло поле h7 · бял топ на черно поле d6 · черна пешка на бяло поле e6 · черен топ на бяло поле g6 · черна пешка на черно поле e5 · черна дама на бяло поле a4 · бяла пешка на бяло поле e4 · черна пешка на черно поле f4 · бяла пешка на бяло поле g4 · бяла пешка на бяло поле f3 · бяла дама на бяло поле h3 · бяла пешка на черно поле h2 · бял цар на бяло поле h1 | черен цар на черно поле g7 · черна пешка на бяло поле h7 · бял топ на черно поле d6 · черна пешка на бяло поле e6 · черен топ на бяло поле g6 · черна пешка на черно поле e5 · черна дама на бяло поле a4 · бяла пешка на бяло поле e4 · черна пешка на черно поле f4 · бяла пешка на бяло поле g4 · бяла пешка на бяло поле f3 · бяла дама на бяло поле h3 · бяла пешка на черно поле h2 · бял цар на бяло поле h1 | черен цар на черно поле g7 · черна пешка на бяло поле h7 · бял топ на черно поле d6 · черна пешка на бяло поле e6 · черен топ на бяло поле g6 · черна пешка на черно поле e5 · черна дама на бяло поле a4 · бяла пешка на бяло поле e4 · черна пешка на черно поле f4 · бяла пешка на бяло поле g4 · бяла пешка на бяло поле f3 · бяла дама на бяло поле h3 · бяла пешка на черно поле h2 · бял цар на бяло поле h1 | черен цар на черно поле g7 · черна пешка на бяло поле h7 · бял топ на черно поле d6 · черна пешка на бяло поле e6 · черен топ на бяло поле g6 · черна пешка на черно поле e5 · черна дама на бяло поле a4 · бяла пешка на бяло поле e4 · черна пешка на черно поле f4 · бяла пешка на бяло поле g4 · бяла пешка на бяло поле f3 · бяла дама на бяло поле h3 · бяла пешка на черно поле h2 · бял цар на бяло поле h1 | черен цар на черно поле g7 · черна пешка на бяло поле h7 · бял топ на черно поле d6 · черна пешка на бяло поле e6 · черен топ на бяло поле g6 · черна пешка на черно поле e5 · черна дама на бяло поле a4 · бяла пешка на бяло поле e4 · черна пешка на черно поле f4 · бяла пешка на бяло поле g4 · бяла пешка на бяло поле f3 · бяла дама на бяло поле h3 · бяла пешка на черно поле h2 · бял цар на бяло поле h1 | черен цар на черно поле g7 · черна пешка на бяло поле h7 · бял топ на черно поле d6 · черна пешка на бяло поле e6 · черен топ на бяло поле g6 · черна пешка на черно поле e5 · черна дама на бяло поле a4 · бяла пешка на бяло поле e4 · черна пешка на черно поле f4 · бяла пешка на бяло поле g4 · бяла пешка на бяло поле f3 · бяла дама на бяло поле h3 · бяла пешка на черно поле h2 · бял цар на бяло поле h1 | черен цар на черно поле g7 · черна пешка на бяло поле h7 · бял топ на черно поле d6 · черна пешка на бяло поле e6 · черен топ на бяло поле g6 · черна пешка на черно поле e5 · черна дама на бяло поле a4 · бяла пешка на бяло поле e4 · черна пешка на черно поле f4 · бяла пешка на бяло поле g4 · бяла пешка на бяло поле f3 · бяла дама на бяло поле h3 · бяла пешка на черно поле h2 · бял цар на бяло поле h1 | 2 |
| 1 | черен цар на черно поле g7 · черна пешка на бяло поле h7 · бял топ на черно поле d6 · черна пешка на бяло поле e6 · черен топ на бяло поле g6 · черна пешка на черно поле e5 · черна дама на бяло поле a4 · бяла пешка на бяло поле e4 · черна пешка на черно поле f4 · бяла пешка на бяло поле g4 · бяла пешка на бяло поле f3 · бяла дама на бяло поле h3 · бяла пешка на черно поле h2 · бял цар на бяло поле h1 | черен цар на черно поле g7 · черна пешка на бяло поле h7 · бял топ на черно поле d6 · черна пешка на бяло поле e6 · черен топ на бяло поле g6 · черна пешка на черно поле e5 · черна дама на бяло поле a4 · бяла пешка на бяло поле e4 · черна пешка на черно поле f4 · бяла пешка на бяло поле g4 · бяла пешка на бяло поле f3 · бяла дама на бяло поле h3 · бяла пешка на черно поле h2 · бял цар на бяло поле h1 | черен цар на черно поле g7 · черна пешка на бяло поле h7 · бял топ на черно поле d6 · черна пешка на бяло поле e6 · черен топ на бяло поле g6 · черна пешка на черно поле e5 · черна дама на бяло поле a4 · бяла пешка на бяло поле e4 · черна пешка на черно поле f4 · бяла пешка на бяло поле g4 · бяла пешка на бяло поле f3 · бяла дама на бяло поле h3 · бяла пешка на черно поле h2 · бял цар на бяло поле h1 | черен цар на черно поле g7 · черна пешка на бяло поле h7 · бял топ на черно поле d6 · черна пешка на бяло поле e6 · черен топ на бяло поле g6 · черна пешка на черно поле e5 · черна дама на бяло поле a4 · бяла пешка на бяло поле e4 · черна пешка на черно поле f4 · бяла пешка на бяло поле g4 · бяла пешка на бяло поле f3 · бяла дама на бяло поле h3 · бяла пешка на черно поле h2 · бял цар на бяло поле h1 | черен цар на черно поле g7 · черна пешка на бяло поле h7 · бял топ на черно поле d6 · черна пешка на бяло поле e6 · черен топ на бяло поле g6 · черна пешка на черно поле e5 · черна дама на бяло поле a4 · бяла пешка на бяло поле e4 · черна пешка на черно поле f4 · бяла пешка на бяло поле g4 · бяла пешка на бяло поле f3 · бяла дама на бяло поле h3 · бяла пешка на черно поле h2 · бял цар на бяло поле h1 | черен цар на черно поле g7 · черна пешка на бяло поле h7 · бял топ на черно поле d6 · черна пешка на бяло поле e6 · черен топ на бяло поле g6 · черна пешка на черно поле e5 · черна дама на бяло поле a4 · бяла пешка на бяло поле e4 · черна пешка на черно поле f4 · бяла пешка на бяло поле g4 · бяла пешка на бяло поле f3 · бяла дама на бяло поле h3 · бяла пешка на черно поле h2 · бял цар на бяло поле h1 | черен цар на черно поле g7 · черна пешка на бяло поле h7 · бял топ на черно поле d6 · черна пешка на бяло поле e6 · черен топ на бяло поле g6 · черна пешка на черно поле e5 · черна дама на бяло поле a4 · бяла пешка на бяло поле e4 · черна пешка на черно поле f4 · бяла пешка на бяло поле g4 · бяла пешка на бяло поле f3 · бяла дама на бяло поле h3 · бяла пешка на черно поле h2 · бял цар на бяло поле h1 | черен цар на черно поле g7 · черна пешка на бяло поле h7 · бял топ на черно поле d6 · черна пешка на бяло поле e6 · черен топ на бяло поле g6 · черна пешка на черно поле e5 · черна дама на бяло поле a4 · бяла пешка на бяло поле e4 · черна пешка на черно поле f4 · бяла пешка на бяло поле g4 · бяла пешка на бяло поле f3 · бяла дама на бяло поле h3 · бяла пешка на черно поле h2 · бял цар на бяло поле h1 | 1 |
|   | a | b | c | d | e | f | g | h |   |

### Блокиране на фигура
За да се хване фигура на противник, тя се блокира. В случая на диаграма 3 блокирането действа като един от видовете „капан“.
1... Да1+ 2. Цg2
Белият цар блокира възможното отстъпление на бялата царица.
2... Тh6
Царицата е хваната. Но белите имат надежда в своя топ:
3. Тd7+ Цg6
Царят на черните все още защитава своя топ, а белите вече нямат междинни ходове и загубата на дамата става неизбежна.